# 望舒睑虎
望舒睑虎（学名：Goniurosaurus wangshu）一种分布于中华人民共和国广东省北部的爬行动物，隶属于睑虎科睑虎属。

## 名称
望舒睑虎的种加词取自2000多年前中国古代诗歌《离骚》中提到的，在中国古代神话中为月驾车之神－“望舒”。这个名字也对应于本种的模式标本是于2021年中秋节期间采集标本的，中秋节是中国的一个传统节日，与满月有关。此外，这个名字指明本种具有类似月光的黄色。

## 鉴别特征
望舒睑虎体型小，成年体长（SVL）76.08－83.60mm；鼻孔周围7－8片鼻鳞；2枚鼻间鳞；眼睑边缘鳞片53－58枚；上眼睑粒鳞大小与头顶粒鳞相似；身体中部一周的鳞片112-126枚；身体中部背侧20-22枚突起；前后肢之间有30-34枚背部突起；爪由四个鳞片包被，背鳞小，2枚侧鳞短且呈蛤壳形；腋窝深；雄性具有13个肛前孔，雌性无。成年头部、身体和四肢背面底色为黄色；颈环完整，向后变圆；具有3条体带和1条骶骨后带（postsacral band）；腹面为淡粉色，密被覆瓦状鳞片，具有一条纵向细线；虹膜为橙色。